# Raffaele Bonanno
Raffaele Bonanno (Derna, 1915 – Africa Settentrionale Italiana, 16 giugno 1940) è stato un militare italiano, decorato con la medaglia d'oro al valor militare alla memoria nel corso della seconda guerra mondiale.

## Biografia
Nacque a Derna nel 1915, figlio di Vito e Letizia Giglio. Conseguì il diploma di geometra  a Tripoli, e poi si arruolò nel Regio Esercito in qualità di allievo, iniziando a frequentare la Scuola allievi ufficiali di complemento di artiglieria di Brà il 28 novembre 1937. Fu nominato aspirante ufficiale il 1 luglio 1938, assegnato in servizio al 42º Reggimento artiglieria divisionale di stanza in Tripolitania, venendo promosso sottotenente nel mese di ottobre. Fu posto in congedo il 31 dicembre dello stesso anno, riprendendo a lavorare come geometra presso una ditta edile di Bengasi. All'atto dell'entrata in guerra del Regno d'Italia, avvenuta il 10 giugno 1940, fu richiamato in servizio attivo presso il VI Gruppo artiglieria, forte di tre batterie da 77/28, della 1ª Divisione libica. Rimase ucciso in azione durante la battaglia di Bir Ghirba, il 16 giugno successivo.
Per onorarne il coraggio fu decretata la concessione della Medaglia d'oro al valor militare alla memoria con Regio Decreto 11 giugno 1941.

### Fonti
1. 1 2  Gruppo Medaglie d'Oro al Valor Militare 1965, p. 390.
2. 1 2 3 4 5  Combattenti Liberazione.
3. ↑   Bollettino ufficiale delle nomine, promozioni e destinazioni negli ufficiali e sottufficiali del R. esercito italiano e nel personale dell'amministrazione militare, 1942,  p. 1023. URL consultato il 3 marzo 2020.
4. ↑  Sito web del Quirinale: dettaglio decorato.
5. ↑  Bollettino ufficiale 19 febbraio 1942, disp.17, registrato alla Corte dei conti li 4 agosto 1941, registro 26 guerra, foglio 162.